# Ruth Landers

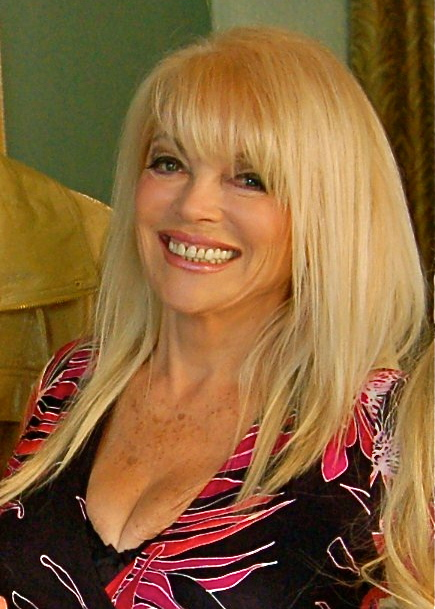
Ruth Landers

Ruth Béate Landers (* 17. Mai 1938 in Frankfurt am Main, Deutschland; † 18. April 2024 in Sarasota, Florida, USA) war eine US-amerikanische Film- und TV-Produzentin. 

## Leben
Die in Deutschland geborene Ruth Landers wuchs zuerst in Shanghai auf und emigrierte mit zehn Jahren in die USA. Sie heiratete ihre Highschool-Liebe, bekam zwei Töchter und besuchte die Temple University. Gleichzeitig trat sie in TV-Werbespots auf und arbeitete als Model. Als sie mit 21 Jahren für eine Papierfirma modellte, entwickelte sie Interesse an dem Geschäft und wurde regionale Verkaufsleiterin. Mit 26 Jahren gründete sie ihre eigene Druckfirma. Sie war außerdem als persönliche Managerin für ihre Töchter Audrey Landers und Judy Landers tätig, die früh auf eine Schauspiel- und Gesangskarriere hingesteuert wurden. 1978 eröffnete sie ein Talentmanagementunternehmen in New York, 1982 dann eine Sektion in Los Angeles. Daraus entwickelte sich das Familienunternehmen Landers Productions, an dem neben ihren Töchtern auch Enkel Daniel Landers beteiligt ist. Ruth Landers produzierte unter anderem 1989 die Komödie Ghost Writer, in der ihre Töchter die Hauptrollen spielten. Neben Low-Budget-Filmen dreht sie Musikvideos, TV-Specials etc. 2007 kreierte sie mit Tochter Audrey die Modekollektion Landers STAR Collection, welche über verschiedene Homeshopping-Sender und einige ausgewählte Boutiquen vertrieben wurde.

## Filmografie (Executive Producer)
- 1989: Ghost Writer
- 1990: Club Fed
- 1991: California Casanova
- 1991: The Damon Charles Total Rehydration System
- 1995–1997: The Huggabug Club
- 2006: Circus Camp